# Liste der Biografien/Krep
Liste der Biografien |
Portal Biografien |
Personensuche
# |
A |
B |
C |
D |
E |
F |
G |
H |
I |
J |
K |
L |
M |
N |
O |
P |
Q |
R |
S |
T |
U |
V |
W |
X |
Y |
Z |
?
 
Ka |
Kb |
Kc |
Kd |
Ke |
Kf |
Kg |
Kh |
Ki |
Kj |
Kl |
Km |
Kn |
Ko |
Kp |
Kr |
Ks |
Kt |
Ku |
Kv |
Kw |
Ky |
Kx |
Kz
 
Kra |
Krb |
Krc |
Kre |
Krg |
Krh |
Kri |
Krj |
Krk |
Krl |
Krm |
Krn |
Kro |
Krp |
Krs |
Krt |
Kru |
Kry |
Krz
 
Krea |
Kreb |
Krec |
Kred |
Kree |
Kref |
Kreg |
Kreh |
Krei |
Krej |
Krek |
Krel |
Krem |
Kren |
Kreo |
Krep |
Kres |
Kret |
Kreu |
Krev |
Krew |
Krex |
Krey |
Krez
Die Liste der Biografien führt alle Personen auf, die in der deutschsprachigen Wikipedia einen Artikel haben. Dieses ist eine Teilliste mit 34 Einträgen von Personen, deren Namen mit den Buchstaben „Krep“ beginnt.

## Krep
- Krep, Adolf, deutscher Beamter, erster Präsident des Bundesamtes für den Zivildienst

### Krepe
- Křepek, Franz (1855–1936), Landwirt und Politiker
- Krepela, Jens (* 1976), deutscher Journalist, Fernsehmoderator und Lehrbeauftragter
- Krepela, Kristina (* 1979), kroatische Schauspielerin
- Krepela, Neil (* 1947), US-amerikanischer Spezialeffektkünstler und Kameramann
- Křepelka, Jakub (* 2000), tschechischer Fußballspieler
- Křepelková, Marta (* 1991), tschechische Skispringerin

### Krepi
- Krepinevich, Andrew (* 1950), US-amerikanischer Militärexperte

### Krepk
- Krepkina, Wera Samoilowna (1933–2023), sowjetische Sprinterin und Weitspringerin

### Krepl
- Krepl, Josefine von (* 1944), deutsche Modedesignerin, Modejournalistin und Museumsgründerin
- Krepler, Paul (1909–1998), österreichischer Pädiater und Hochschullehrer
- Krepler, Reinhard (* 1946), österreichischer Mediziner
- Kreplin, Bernd Curt (1883–1941), deutscher Kunsthistoriker
- Kreplin, Emil (1871–1932), deutscher Kolonialbeamter, Unternehmer und erster Bürgermeister von Lüderitz
- Kreplin, Heinrich (1834–1909), deutscher geodätischer Ingenieur und Kartograf

### Krepp
- Krepp, Ignaz (1801–1853), österreichischer Kupfer- und Stahlstecher
- Krepp, Karl (1877–1934), österreichischer Architekt
- Krepp, Siegfried (1930–2013), deutscher Bildhauer und Maler
- Kreppein, Ulrich Alexander (* 1979), deutscher Komponist und Hochschullehrer
- Kreppel, Friedrich (1903–1992), deutscher evangelischer Theologe und Pädagoge
- Kreppel, Jonas (1874–1940), österreichischer Schriftsteller und Publizist
- Kreppel, Klaus (* 1944), deutsch-israelischer Historiker
- Kreppel, Walter (1923–2003), deutscher Opernsänger (Bass)
- Krepper, Magnus (* 1967), schwedischer Schauspieler, Zauberkünstler und TänzerMagnus Krepper (* 1967)

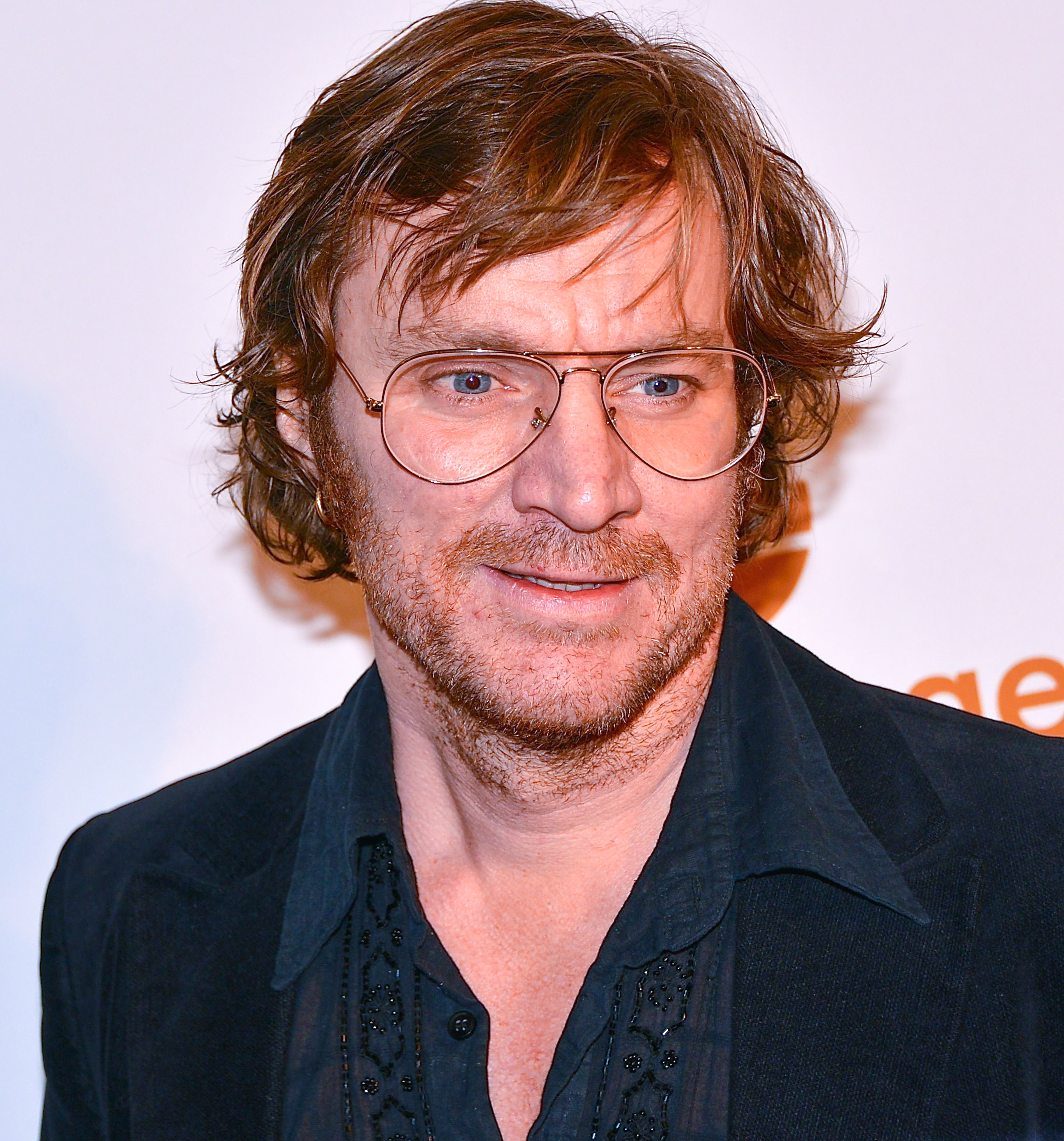
Magnus Krepper (* 1967)

- Krepper, Mike (1951–2020), US-amerikanischer Jazzmusiker (Saxophon, Klarinette)
- Kreppner, Florian Janoscha, deutscher Vorderasiatischer Archäologe
- Krepps, Robert W. (1919–1980), amerikanischer Schriftsteller

### Kreps
- Kreps, Alexis (* 1968), luxemburgischer Basketballspieler und -trainer
- Kreps, David (* 1950), US-amerikanischer Wirtschaftswissenschaftler
- Kreps, German Michailowitsch (1896–1944), russisch-sowjetischer Geobotaniker, Zoologe und Ethnograph
- Kreps, Jewgeni Michailowitsch (1899–1985), russisch-sowjetischer Physiologe und Hochschullehrer
- Kreps, Juanita M. (1921–2010), US-amerikanische Ökonomin und Politikerin
- Kreps, Kamil (* 1984), tschechischer Eishockeyspieler
- Kreps, Malcolm (* 2001), luxemburgischer Basketballspieler